# Le Livre des Vins

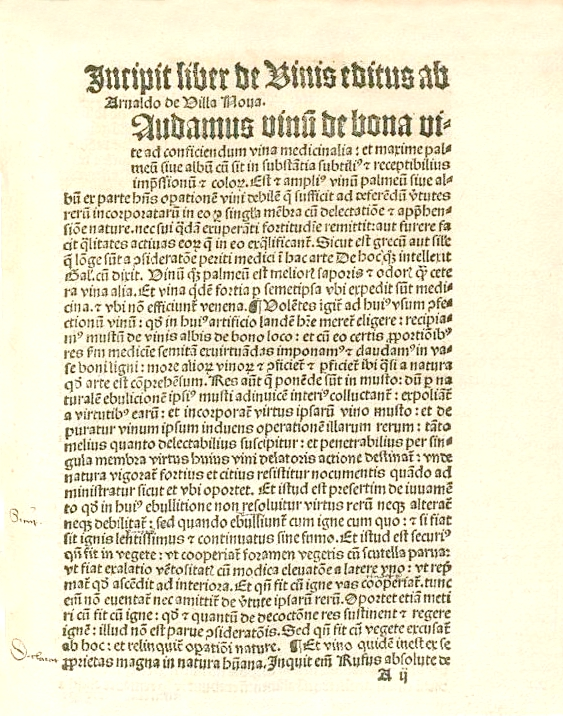
Incipit liber de vinis editus ab.
Arnaldo de Villa Noua.
Laudamus vinum de bona vite ad conficiendum vina medicinalia. Impression (Leipzig, après 1500).

Le Livre des vins  (Liber de vinis, abr. De vinis) est un recueil de recettes de vins médicinaux du XIVe siècle, reprenant après un long hiatus d'un millénaire, une tradition pharmacologique gréco-latine antique, enrichie au passage par la médecine de langue arabe. L'origine du texte remonterait à un manuscrit latin de maître Silvestre, écrit dans les années 1322-1328. Il fut cependant longtemps attribué au médecin Catalan Arnaud de Villeneuve qui professa la médecine galénique à l'université de Montpellier dans la décennie 1290. Le prestige du médecin lui assura un grand succès jusqu'à la Renaissance.
La plupart des recettes de De vinis indiquent comment élaborer un vin thérapeutique à partir de plantes médicinales ou d'épices, soit en les mettant à fermenter dans du moût de raisin soit en effectuant une décoction dans du vin. Le vin qui déjà en soi est considéré comme un agent thérapeutique, sert en outre à révéler les substances médicinales et à rendre plus agréable la prise médicamenteuse.
Le choix des drogues et les indications thérapeutiques est clairement marqué par l'influence de la médecine gréco-romaine antique, revue et complétée par la médecine arabe du Moyen Âge. C'est un témoin du tournant radical opéré dans l'histoire de la pharmacologie et de la médecine européenne qui s'opéra à Salerne aux XIe et XIIe siècles et se poursuivit ensuite à Montpellier, Bologne et Paris. De vinis atteste aussi d'une innovation technique récente : l'amélioration de la technique de distillation du vin qui permet de produire des eaux-de-vie de qualité encore incertaine. Celles-ci associées aux substances médicinales donneront les teintures mères, destinées à remplacer les vins aromatisés dans les siècles suivants.

## Histoire du texte

### Attribution à Arnaud de Villeneuve
En 1504, De vinis est publié à Lyon dans Opera omnia, la première édition imprimée des œuvres (jusque-là manuscrites) du médecin du XIIIe siècle, Arnaud de Villeneuve (catalan: Arnau de Vilanova), mort en 1311.  Cette attribution au célèbre médecin Catalan de Montpellier est due à l'éditeur, un médecin génois appelé Tommaso Murchi. Elle se perpétuera au cours des siècles suivants. Hauréau en 1881, s'étonne que dans la dédicace de De vinis, l'auteur indique s'être trouvé poussé par les vents en Afrique (ce qui n'a jamais été avéré dans la biographie d'Arnaud), « cependant, dit-il, on ne peut douter que le traité soit de lui. D'abord il lui est constamment attribué, même dans les manuscrits ». Hauréau cite à témoin plusieurs manuscrits de Bibliothèque nationale de France, des bibliothèques de Munich et de la Bodléienne d'Oxford.  Il ajoute « En outre, deux éditions ont été publiées...L'une du XVe siècle, est mentionnée par M. Hain ; l'autre, de Lyon, 1517, ...Elles portent toutes le nom d'Arnaud. ».

### Doutes
Les premiers doutes sur l'attribution de l'œuvre à Arnaud de Villeneuve commencèrent à apparaître à la fin du XXe siècle parmi les spécialistes du corpus médical arnaldien. En 1995, un des éditeurs de l'édition critique d'Arnaldi de Villanova Opera Medica Omnia (AVOMO), J. A. Paniagua, qualifie De vinis « œuvre d'attribution douteuse soupçonnée d'être apocryphe ». Suivront l'incrédulité des autres spécialistes du corpus d'Arnaud. Ainsi, McVaugh reste très hésitant sur l'authenticité de l'attribution de De vinis à Arnaud, devant un certain nombre de discontinuités et d’inconsistances. L'auteur de De vinis cite abondamment Galien et Avicenne mais aussi des auteurs qu'on ne trouve que rarement ou jamais dans les œuvres médicales d'Arnaud (Macrobe, Rufus d'Éphèse, Maïmonide, Avenzoar). L'auteur de De vinis semble familier avec certaines idées d'Arnaud mais ne fait jamais référence aux œuvres antérieures d'Arnaud comme le faisait celui-ci. Alors que De vinis comporte une cinquantaine de recettes de vins médicinaux, il est pour le moins surprenant que l' Antidotarium, l'œuvre authentique d'Arnaud sur la composition des médicaments, mentionne des infusions de diverses substances dans le vinaigre, l'eau chaude, le jus de concombre etc. mais jamais dans le vin. Michael McVaugh note aussi une inconsistance entre la notice sur le vin d'or (vinum extinctiois auri, préparé en laissant tremper des plaques d'or dans du vin) de De vinis et la thérapeutique d'Arnaud de Villeneuve. Le vin d'or d'après De vinis est doté de très nombreuses vertus comme de « conserver la jeunesse par la vertu minérale ». Mais pour Arnaud si l'or peut être à l'occasion un médicament bénéfique pour le cœur, ce n'est en aucun cas la panacée décrite dans De vinis.

### Nouvelles hypothèses
Une étude récente (de 2013) de José Rodríguez Guerrero a tenté l'analyse comparative d'une partie de la centaine de copies manuscrites de De vinis du XIVe siècle. Aux quatre grandes classes de manuscrits données par McVaugh, il ajoute une cinquième classe attribuée à Pierre-Arnaud (ou Perarnau). Ces classes commencent par les incipits suivants :

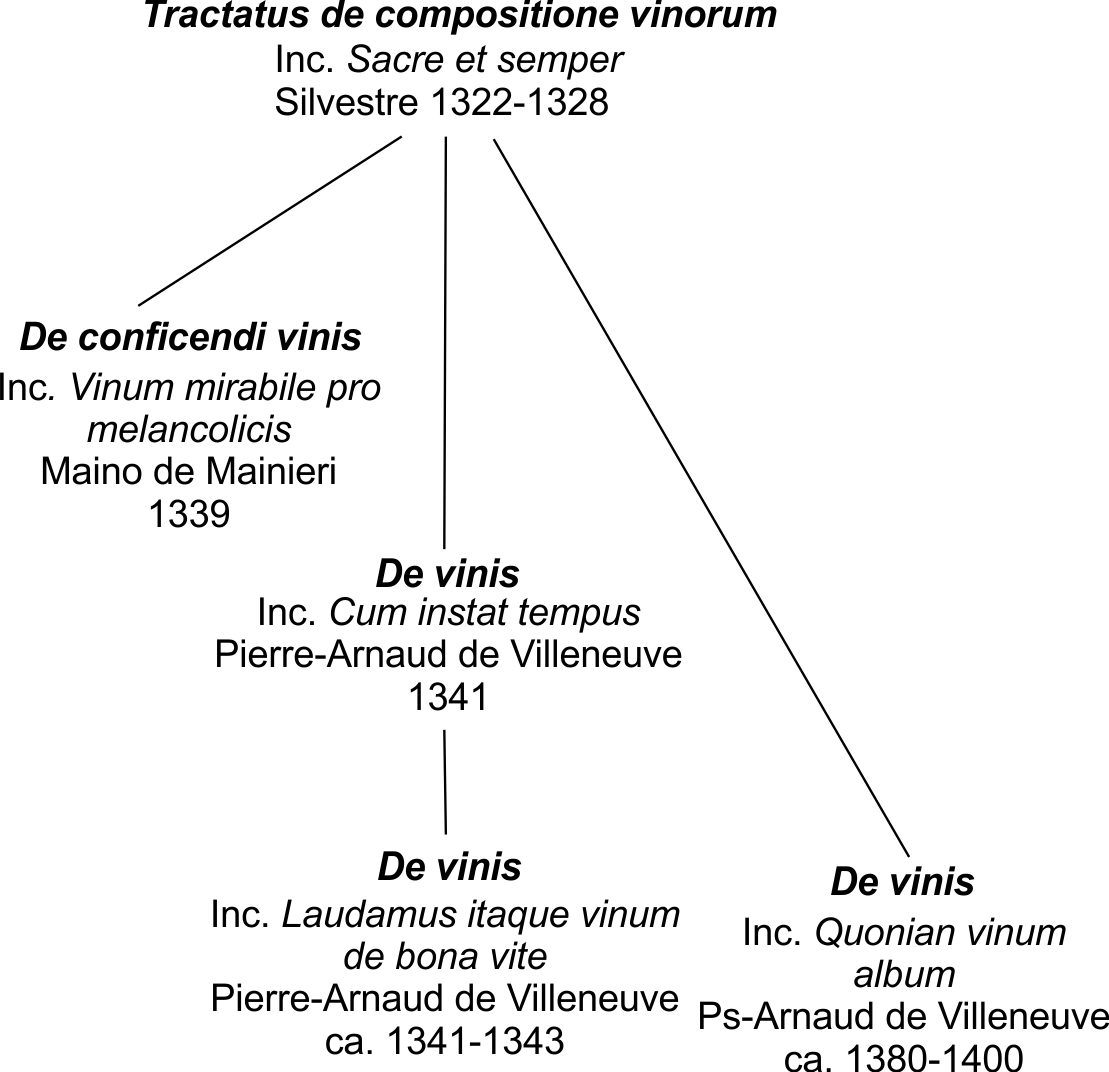
Généalogie des copies du manuscrit De vinis (version simplifiée tirée de Rodrígez Guerrero).

1. Sacre et semper... plus de 15 copies
2. Laudamus itaque vinum de bona vite... 15 copies
3. Quoniam [autem] vinum album...    20 copies
4. Vinum mirabile pro melancolicis... 22 copies
5. Cum instat tempus... 17 copies

Dans la cinquième classes (inc: Cum instat tempus), le prologue l'attribue explicitement à Petro Arnaldi et dans le texte ou le titre, l'auteur est désigné par Magistrum Arnaldum Villanova. Son nom complet est Pierre-Arnaud de Villeneuve (Pedro Arnaldo de Vilanova), un médecin, chirurgien de Montpellier, jusque-là ignoré des historiens des sciences. Il se dit natif de Montpellier et aurait exercé dans les années 1320-1330, puis à la cour pontificale d'Avignon à partir de 1341, bien après la mort de son quasi homonyme Arnaud de Villeneuve (mort en 1311). D'après Rodrígez Guerrero, il serait l'auteur de De vinis dans sa version Cum instat tempus mais aussi de De aqua vitae simplici et composita (1332-1333).
Dans la première classe de manuscrits (inc: Sacre et semper), on trouve des textes écrits sous l'autorité de Sylvestre et dédié à un roi . Le manuscrit de l'université Notre-Dame (Indiana), Tractatus de compositione vinorum <…>23 ad Carolum Francorum regem est dédié à un roi de France Charle. D'après Rodrígez Guerrero, ce manuscrit est la version d'origine de De vinis et il daterait des années 1322-1328 puisqu'il identifie le roi à Charles IV le Bel, ayant régné de 1322 à 1328. Ce traité aurait eu un certain succès dans la région de Montpellier au deuxième quart du XIVe siècle. La première association explicite de De vinis avec le nom d'Arnaud de Villeneuve date de 1341 serait le résultat d'un plagiat de Pierre-Arnaud (Perarnau). L'intégration de De vinis dans les œuvres imprimées d'Arnaud (Opera omnia) à partir du XVIe siècle, contribuera à entretenir la confusion durablement.

## Le vin et la médecine

### Héritages de l'Antiquité gréco-latine et du Moyen Âge musulman

#### Éloge du vin par la médecine de l'Antiquité
Dès les Ve et IVe siècles av. J.-C., les médecins de la Grèce antique vantent les mérites du vin pour la santé, à condition de le consommer « avec sagesse » (dira plus tard Rufus d'Éphèse).  Hippocrate dans le traité des Affections indique
« Le vin et le miel sont merveilleusement appropriés aux hommes, si, en santé comme en maladie, on les administre avec à-propos et juste mesure suivant la constitution individuelle ».
Le vin a pour effet d'échauffer la tête et les « cavités » du corps, car il est chaud et sec alors que l'eau est froide et humide.  Le médecin utilisera la qualité chaude du vin pour s'opposer à la qualité froide de la constitution du vieillard ou du milieu ambiant (suivant la saison et la région). Le vin sera considéré à la fois comme un produit diététique et un agent thérapeutique pour l'âme et le corps.
Au IIe siècle, Galien dans la continuité d'Hippocrate, mais de manière encore plus systématique, conseillera les divers crus, aux hommes en bonne santé ou malades, en suivant une grille de lecture rationnelle concevant la maladie comme un « mélange perturbé » des humeurs fondamentales, provoquée par la perte de la « juste proportion » dans les rapports chaud/froid ou sec/humide des qualités. Durant toute l'histoire de la médecine grecque, le vin sera considéré comme un remontant pour redonner des forces au malade après qu'il a été mis à la diète.
Sylvestre, l'auteur présumé de De vinis dès la première section fait l'éloge du vin. Il invoque à cet effet aussi bien les médecins de l'Antiquité, comme Galien, Pline et Rufus que les médecins musulmans perses (Avicenne XIe siècle) ou arabes d'al-Andalus (Avenzoar XIIe siècle). Ainsi, cite-il Rufus d'Éphèse (IIe siècle) :
| « Rufus est catégorique. Le vin ne conforte pas seulement la chaleur naturelle, il clarifie le sang, élargit les artères, désengorge le foie, soulage le cœur et conforte les membres. C'est un bienfait pour le corps mais aussi pour l'âme. Il l'élève en lui apportant la joie qui fait oublier la tristesse » (De vinis[8], p. 44-45) |

#### Vin coupé d'eau
Chez les Grecs de l'Antiquité, l'usage était de mélanger le vin à l'eau lors du banquet, dans le cadre des bonnes manières de table du symposion. Dans la seconde partie du banquet (le symposion), l'assemblée élit un symposiarque ou « roi du banquet », chargé de déterminer le dosage du mélange vin-eau à réaliser ainsi que le nombre de coupes qui seront bues. Car la médecine savante avait défini une infinité de variétés de mélanges, suivant le type de vin, les saisons, le sexe, l'âge etc. L'usage de couper le vin d'eau se perpétuera à Rome et plus tard en France et en Italie. Le Bordelais Montaigne (1533-1592) dira être si accoutumé au mélange que « ne puis ni m'abreuver d'eau pure ou de vin pur ». En France, on coupera les vins ordinaires d'eau jusqu'au milieu du XXe siècle.
On trouve un échos de ces préoccupations dans De vinis qui consacre trois recettes (no 33, 35 et 46) aux mélanges d'eau et de vin. L'article 46 rappelle au passage la rationalité galénique à l'œuvre :
| « 46. Le vin à l'eau. Le vin a l'eau est très sain, bien qu'il ne soit pas le meilleur pour les malades...La chaleur et la sécheresse du vin sont contrecarrées par la froideur et l'humidité de l'eau. Et ces dernières sont modifiées à leur tour. Il en résulte un produit tempéré dont l'élaboration requiert la précaution... » (De vinis p. 144) |
Pendant deux millénaires, la raison a pu mouliner à cœur joie sur la physico-chimie spontanée des philosophes antiques, sans aboutir à grand chose de valide, puisque les connaissances essentielles pour comprendre ces phénomènes n'étaient pas disponibles. La compréhension que le vin est pour l'essentiel, une solution d'alcool dans beaucoup d'eau (et quelques sucres, acides et polyphénols), obtenue par la fermentation alcoolique ne se fera qu'au cours du XIXe siècle.

#### Vin et plantes médicinales
Sans intervention du vinificateur, le vin nouveau a plutôt tendance à se transformer en vinaigre. On a du mal à imaginer la qualité des vins de l'Antiquité bien avant la pratique du sulfitage qui ne se généralisera qu'aux XVIIIe et XIXe siècles.

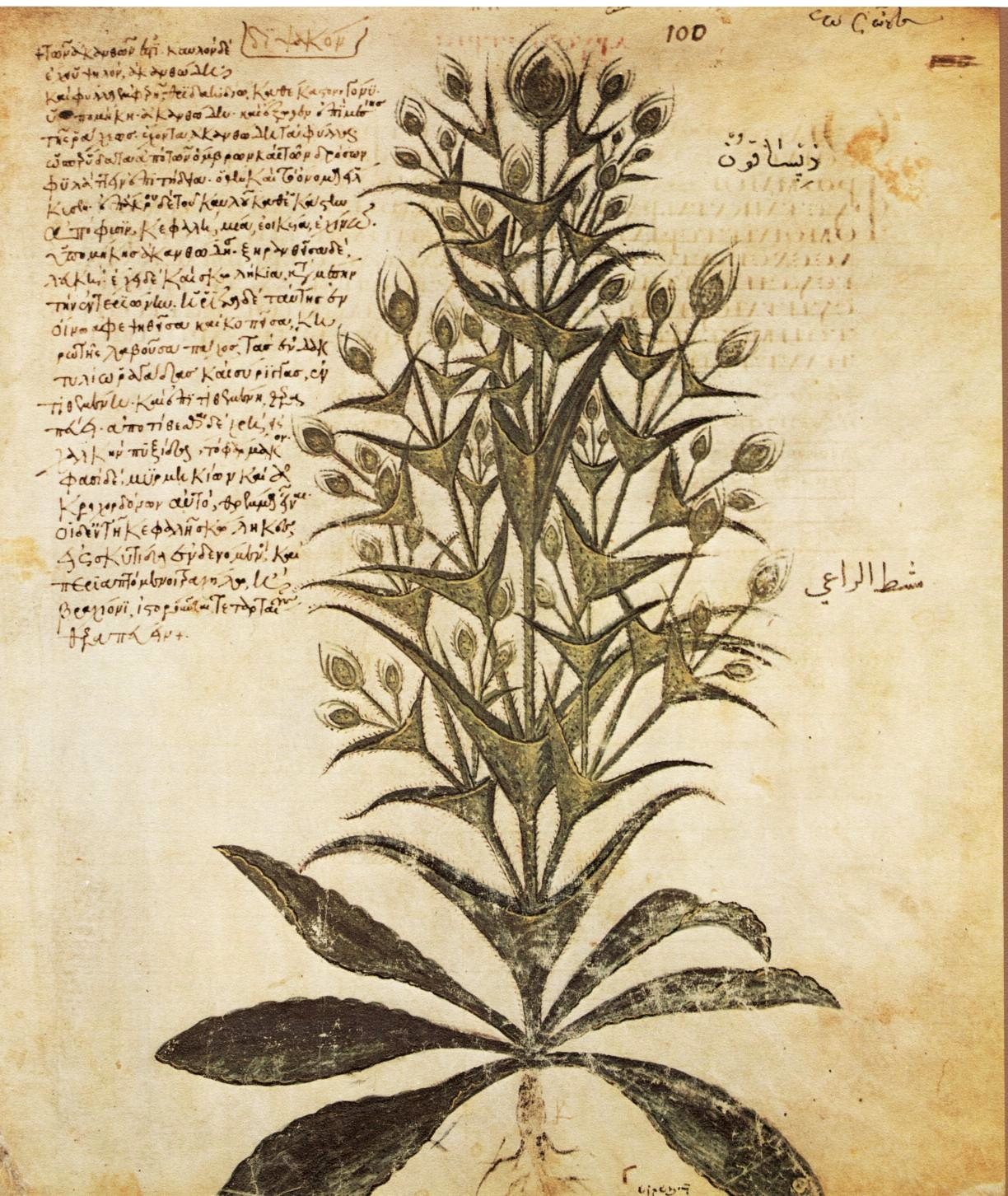
Manuscrit grec, dit Dioscoride de Vienne (vers 512).

Pour augmenter la durée de conservation du vin, les Grecs avaient trouvé qu'il fallait lui additionner de la résine, de la poix (résine cuite), du defrutum (moût réduit par ébullition) ou de petites quantités de plantes aromatiques (thym, romarin...).  Le defrutum ajouté au moût, apportait du sucre qui servait à élever le degré alcoolique par un effet de chaptalisation. Les autres produits avaient un pouvoir antiseptique. Il était donc naturel que les pharmacopoles grecs, ancêtres des apothicaires chargés de l'élaboration des remèdes, pensent à associer le vin et aux plantes médicinales et autres matières médicales. C'est ce que fit Dioscoride au Ier siècle, en rassemblant les principales connaissances disponibles à son époque sur plus de 800 substances médicinales végétales, animales et minérales. Son ouvrage connu sous son nom latin de De Materia Medica (gr. Peri hulês iatrikês) fut le manuel de référence de la pharmacologie européenne et musulmane jusqu'à la Renaissance. Le livre V traite entre autres du raisin, du vin, des vins médicinaux, des vins aromatisés, du vin résiné etc., en tout 73 articles.
Près de treize siècles plus tard, l'auteur de De vinis renvoie aux notices de Dioscoride pour confectionner certaines recettes. Ainsi, pour faire du vin de coings, le pharmacologue grec, recommandait de découper des morceaux de coing dans du moût, puis après 30 jours (de fermentation?) de filtrer le produit, ou bien de couper et de presser les coings et de mélanger le jus avec du miel. Il indiquait comme propriétés « astringent, sain, bon contre la dysenterie, les maladies du foie et des reins, et la difficulté d'uriner » (Mat.Med., livre V, 20). La notice sur le vin de coings de De vinis est elle, comparativement beaucoup plus détaillée. Elle reprend la recette des coings dans du moût mais en propose aussi une autre. Voici un extrait :
| « 7. Le vin de coings. Le vin de coings est appelé "hydromel" par les Grecs, comme nous l'apprend Dioscoride. Il conseille de l'élaborer selon plusieurs compositions... Choisissez des coings parvenus à maturité et ôtez-en le noyau. Coupez-les en tranches et mettez celles-ci à tremper dans l'eau aussi longtemps qu'il est nécessaire pour que leur suc prenne la couleur du vin. Faites bouillir ce suc à feu lent, sans fumée, tout en écumant. Reversez dans un tonneau bien fermé. Après sept mois, on peut l'utiliser comme s'il s'agissait de vin, pour toutes les défectuosités physiques. Sa nature astringente vient en aide aux organes faibles et défaillants... » (De vinis, p. 68-70) |
Cette recette de réduction à feu doux dans de l'eau provient du Canon de la médecine d'Avicenne (qui avait été traduit au XIIe siècle). Le médecin perse y ajoutait du sirop de sucre et quelques épices (gingembre, cannelle...). Il proposait aussi un électuaire digestif au coing, où les morceaux de coing étaient cuits au préalable dans du vin additionné de miel et d'épices.
Sylvestre, l'auteur présumé de De vinis, se place clairement dans la lignée des grands médecins de l'Antiquité gréco-romaine et des médecins arabo-musulmans des IXe – XIIe siècles.
Dans cet article sur le vin de coings, il recourt explicitement aux savoirs transmis par Dioscoride, Alubarus et Avicenne.
Le Peri hulês iatrikês de Dioscoride fut traduit du grec en arabe à Bagdad au milieu du IXe siècle, par Stéphane fils de Basile (Stephanos ibn Basilos), un disciple de Hunayn. Mais Stéphane eut beaucoup de mal à trouver le nom des plantes en arabe et dut souvent recourir à une simple translittération. Pour combler ces lacunes, une nouvelle version du texte fut élaborée, dans Al-Andalus, afin de rapprocher la terminologie botanique grecque de celle utilisée par les médecins arabo-musulmans d'Europe.
La comparaison des drogues connues de Dioscoride à celles que cite le médecin botaniste d'origine andalouse, Ibn El Baïtar, indique que les Arabes utilisaient de 300 à 400 drogues inconnues des Grecs. On retrouve un certain nombre de celles-ci dans les plantes utilisées dans De vinis, comme la muscade (recette 14), la cannelle (recette 5), le séné (recettes 2 et 44).
Les préparateurs de drogues de langue arabe ont particulièrement développé des formes pharmaceutiques doucereuses: électuaires, sirops et robs. Parmi les recettes de De vinis, on en trouve une très marquée par l'influence d'Avicenne et du rabbin andalou Moïse Maïmonide :
| « 27. Le vin pour les personnes âgées. Le vin pour les personnes âgées est destiné aux corps froids et faibles, qui ont peu d'humide radical et de chaleur naturelle. Ce vin nourrit, engendre le sang et charge d'esprit les parties minérales. Sa composition et son élaboration sont les suivantes. Prenez trois livres de bons vins de grenache, de Grèce ou semblables, et un livre de sucre blanc. Faites à feu lent un vin en forme de sirop (syrupi). Réservez et prenez dans deux doses d'eau, selon le besoin. C'est le vin que Rabbi Moïse a choisi pour les personnes âgées et les convalescents » (De vinis, p. 107) |
Le concept d' « humide radical » vient du Canon d'Avicenne et a été théorisé par Arnaud de Villeneuve et les médecins de Montpellier. Il sert à expliquer les états fébriles, le vieillissement et la mort.

#### XIIe–XIIIesiècles: regain d'intérêt pour le vin par les Salernitains et Avicenne

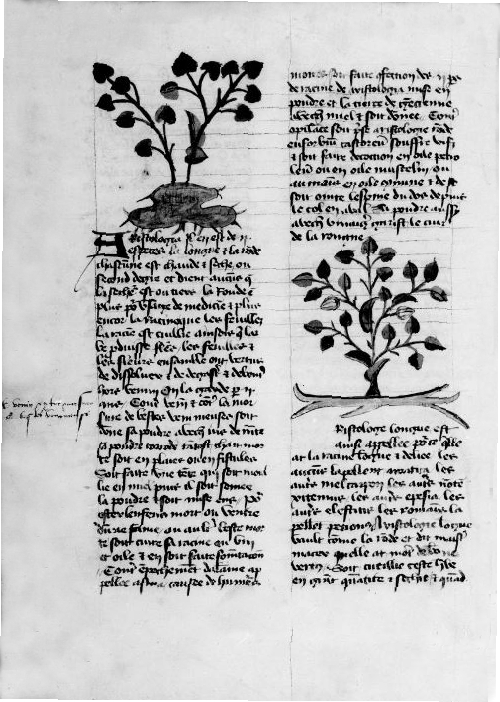
Manuscrit du Livre des simples médecines de Platearus, XIIe siècle (édition du XVe siècle).

À la suite de l'effondrement de l'Empire romain au Ve siècle, la somme de connaissances médicales considérables accumulée par la médecine hippocrato-galénique fut pratiquement toute oubliée en Europe occidentale. Cette longue phase de régression culturelle terminée, la pensée savante philosophique et médicale renaîtra de ses cendres à partir du XIe siècle, grâce aux traductions en latin des textes savants de langue arabe, eux-mêmes héritiers du savoir gréco-romain. La première vague de traduction fut menée autour de 1080 par Constantin l'Africain et ses disciples établis à Salerne puis à l'abbaye du Mont-Cassin dans le sud de l'Italie. Nombre de recueils consacrés aux simples furent produits dans le cadre de  « l'École de Salerne ». L'ouvrage qui s'imposa fut le traité de Matthaeus Platearius, De simplici medicina  (ou Circa instans), rédigé à Salerne au XIIe siècle, rapidement traduit en langue vernaculaire et imprimé dès la fin du XVe siècle. Un poème didactique, attribué peut-être à tort à l'École de Salerne, le Regimen Sanitatis Salenitanum (Fleur de la médecine), dispense des conseils d'hygiène et développe les divers usages thérapeutiques du vin.
À partir du XIIe siècle, une seconde vague de traduction eut lieu à Tolède en Espagne où le Canon d'Avicenne fut traduit en latin par l'équipe de traducteurs de Gérard de Crémone. L'entrée du Canon dans les programmes des universités marqua un tournant dans l'enseignement de la médecine. Il devint un des livres les plus répandus dans les nouvelles universités de Montpellier et de Bologne. Le médecin philosophe, Avicenne (980-1037) vivait en Perse, un pays qui avait une telle passion pour le vin que même après la conquête musulmane, la religion rigoriste des Arabes ne parviendra pas à extirper cet engouement pendant des siècles. Les lecteurs contemporains pourraient être surpris de lire dans le livre V du Canon, un chapitre sur l'usage thérapeutique du vin. En fidèle galéniste, Avicenne vente les vertus du vin (« il renforce les viscères, etc.»), remarque que « le vin n'enivre pas facilement une personne à la tête solide » (& 803, p. 410), indique qui doit boire quel type de vin (&800, 802), comment le consommer au cours du repas (&801, 804) et note que « comme vous savez, le vin vieux est comme un médicament » (&806). En bon médecin, il met en garde contre les dangers d'intoxication en cas de consommation excessive mais fournit quelques bons conseils contre la gueule de bois (&813).
Le cadre culturel était donc très favorable à l'apparition d'un livre de recettes de vins médicinaux. Dans de De vinis, on trouve d'ailleurs ces références : par exemple la recette 44 de De vinis sur le vin de séné, qui indique que Mésué le Jeune (un médecin chrétien jacobite né sur l'Euphrate et mort au Caire en 1015) serait à l'origine de ce vin, bon pour les mélancoliques à propos desquels la notice (44) cite De Melancolia de Constantin l'Africain. On trouve aussi des traces de Matthaeus Platearius, un auteur salernitain, célèbre pour son ouvrage sur les simples Le livre des simples médecines (Liber de simplicibus medicinis) dans les activités pharmacologiques de nombre de plantes aromatiques et d'épices servant à confectionner des vins aromatiques. Bien que Platearius ne traite que des simples et que De vinis traite de simples et de composés.

### Structure du texte
Le traité De vinis comporte une introduction générale suivie d'une série de recettes de vins médicinaux, au nombre de 7 à 50 suivant les copies du manuscrit. Le nombre important de copies manuscrites et d'impressions indique que le texte connut un grand succès durant le Bas Moyen Âge et la Renaissance. Son attribution à Arnaud de Villeneuve, un des plus célèbres médecins du XIIIe siècle contribua certainement à sa vogue.
Nous allons présenter la version traduite en français (par P. Gifreu) à partir du texte latin d'Opera omnia (Bâle, 1585).

#### Introduction
L'introduction comporte d'abord un éloge des vertus du vin, en lui-même. Il reprend les thèmes de la médecine antique et arabo-musulmane, en renvoyant aux œuvres de Galien, Rufus, Pline, Avicenne, Avenzoar, le fils de Mésué.
| « Le vin conforte l'esprit. Il lui permet d'aborder la subtilité et de faire face à la difficulté. Il prodigue à l'âme audace, sollicitude, libéralité. Le vin crée la parfaite harmonie des parties. Corps, esprit et âme coopèrent. » (De vinis p. 45-46) |
Ensuite, l'intérêt du vin est qu'il permet de révéler les principes actifs de la matière médicale, à condition de respecter des proportions et des méthodes de fabrication des vins médicinaux.
| « Il en est ainsi parce que dans les opérations délicates, le vin est apte à révéler les vertus des ingrédients, sans en diminuer la force ni intensifier les qualités actives. » (De vinis, p. 41) |
Trois méthodes d'élaboration des vins médicinaux sont présentées mais à la lumière des connaissances actuelles, on peut les réduire à deux grands groupes :
1. Faire fermenter le jus de raisin après foulage (le moût) avec les ingrédients (à base de plantes médicinales le plus souvent). Laisser reposer, filtrer, et mettre à vieillir dans un tonneau de bois.
2. Préparer une décoction d'ingrédients dans du vin

Il est conseillé aussi de « rajouter au moût du miel ou du sucre en quantité convenable pour dissimuler la saveur désagréable des ingrédients » (p. 54) ou bien du moût réduit par ébullition.
Parmi les recettes de « vin », on trouvera ainsi des onguents (recette 36) , des sirops (recettes 27, 34), des macérations ou décoctions dans l'eau (recette 7) et de l'eau-de-vie aromatisée. La notion de « vin » (vinum) est donc bien plus large que l'actuelle suivant laquelle « le vin est une boisson alcoolisée obtenue par la fermentation alcoolique du moût de raisin ». Toutes ces notions de chimie ne seront pas disponibles avant la fin du XIXe siècle.
Les descriptions en latin médiéval ne sont pas toujours exemptes d’ambiguïtés. Par exemple, il n'y a qu'un seul verbe en latin BULLIO signifiant « 1. Vi bouillonner, bouillir 2) Vt faire bouillir » qui peut être compris de plusieurs  manières. Suivant le contexte, il peut renvoyer à une fermentation alcoolique ou à une ébullition. Lors d'une fermentation alcoolique naturelle, la température monte et le moût bouillonne spontanément mais le moût peut aussi bouillonner si on le chauffe jusqu'à son point d'ébullition. Dans le premier cas, on obtient un vin thérapeutique alcoolisé, dans le second cas un sirop non alcoolisé.

#### Classification des recettes de vins médicinaux
Les recettes de vins médicinaux sont toutes construites suivant le même schéma : une présentation des ingrédients utilisés et de la technique d'élaboration du vin médicinal ainsi que la description de ses indications thérapeutiques, de ses propriétés pharmacologiques et parfois de ses modes d'administration.
L'auteur recommande d'utiliser de bons vins comme les vins grecs et des vins blancs.
Les ingrédients se répartissent en six classes. Sur 50 recettes, on trouve :

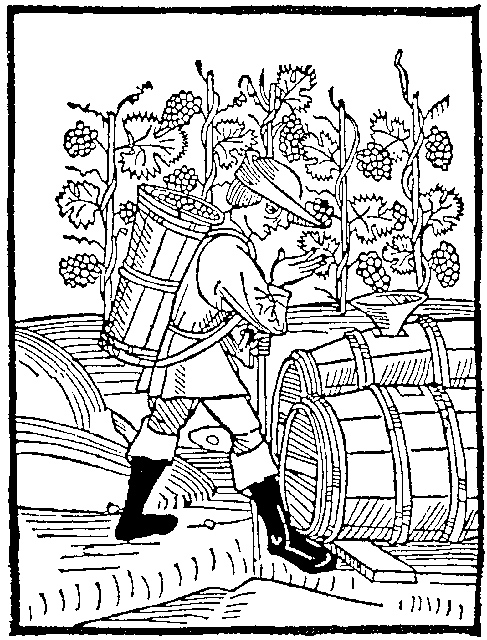
Vendanges, XVe siècle.

1. des herbes médicinales (40/50 soit 80 %). On distingue bourrache, chicorée, euphraise, rhubarbe... des racines de buglosse, de chiendent, des fruits (coings, prunes, raisins secs, grenades) et de nombreuses plantes aromatiques (sauge, mélisse, romarin, fenouil...). Parmi ces recettes, les ingrédients sont parfois associés à des épices (gingembre, cannelle...) ou sont constitués entièrement d'un assemblage d'épices (à base de gingembre, poivre, cannelle, cardamone, clou de girofle,  galanga...10 recettes).
2. des composés métalliques (3/50 soit 6 %). On a : le vin d'or de la recette no 12, le vin ophtalmique (no 18) à base de tutie (oxyde de zinc) et le vin cosmétique (no 20) à base de tartre (bitartrate de potassium)[n 9].
3. de l'eau (3/50 soit 6 %). On a les recettes nos 33 (vin + eau bouillie), 35 (vin aqueux), 46 (vin à l’eau)
4. des sirops de vin (2/50 soit 4 %). Une solution de beaucoup de sucre dans du vin, réduite à feu doux (recettes nos 27 et 38).
5. eaux-de-vie aromatisées (soit 2/50 soit 4 %): la recette no 45 est un distillat de vin dans lequel ont infusé des épices, tandis que la recette no 47 indique de faire macérer dans de l'eau ardente des herbes ou des épices (une teinture mère donc). La recette no 8 du vin de romarin comporte un dernier paragraphe évoquant la macération du romarin dans l'eau-de-vie.

#### La classe des vins aux herbes médicinales
On constate d'abord qu'il s'agit d'une sélection de plantes indigènes du Midi de la France, toutes faciles à se procurer et l'épices et de substances arrivant d'Orient à Venise, Gênes ou au Portugal. Les sources grecques et arabes des pharmacopées venaient certes de zones méditerranéennes mais de régions très éloignées - Dioscoride vivait en Cilicie au nord de l'actuelle Syrie - et les noms vulgaires en grec des plantes étaient souvent inconnus.
La plupart des recettes utilisent un assemblage de plusieurs plantes. Voici un exemple court d'un médicament composé (fait de l'association de plusieurs simples) :
| « 42. Le vin contre la flatulence. Le vin contre la flatulence, le ronflement, la toux et l'asthme est le suivant. Faites infuser dans le vin de l'anis, du fenouil et de la réglisse, celle-ci en quantité double. Buvez régulièrement. » (De vinis p. 134) |
Toutes les recettes de vins parfumés aux épices sont faites d'un assemblage de plusieurs épices (gingembre, cannelle etc.). Une seule exception : la recette no 39 de vin de girofle, mais elle se termine en indiquant que pour atténuer l'astringence, on peut rajouter du sucre et de la réglisse.
| « 39. Le vin de girofle. Le vin de girofle se fait comme suit : suspendez un sachet contenant des clous de girofle dans un tonneau de vin. C'est un vin très dessicatif qui a la vertu de dissoudre, consumer, dessécher et attirer. Il est efficace contre l'asthme des adultes et la toux putride des personnes âgées,...Le sucre et la réglisse en atténuent l'astringence » (De vinis p. 127) |

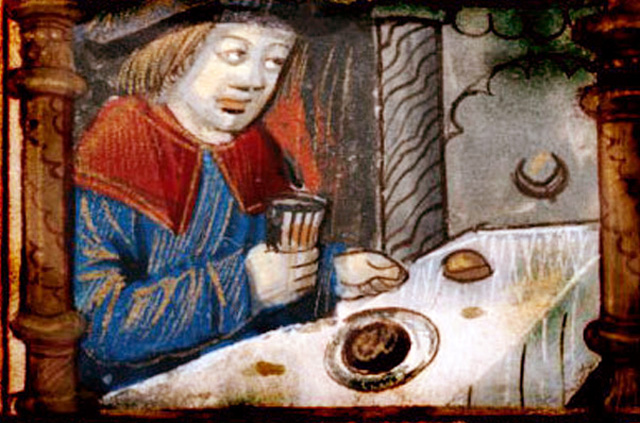
Vin de girofle (ou garhiofilatum).

Roger Dion raconte comment le roi d'Angleterre, Henri III, ordonna en 1251 à un certain Robert de Montpellier (Robertus de Monte Pessolano) d'accourir en toute diligence à York, pour qu'avant la fête de Noël, il prépare le « giroflé » (garhiofilatum) et le « claret » (claretum) destinés à l'usage du roi. Le premier est un vin parfumé aux clous de girofle et le second une sorte de breuvage obtenu en mêlant des épices au vin. La fabrication de liqueurs parfumées aux épices fut une des industries les plus originales et les plus durables pour lesquelles Montpellier se soit distingué, au moins jusqu'au début du XVIIIe siècle.
Hors des épices, plus de la moitié des recettes de De vinis concernent des vins préparés avec une seule plante (une simple). Ainsi la recette (4) avec la buglosse, (7) avec le coing, (8) le romarin etc.

#### La classe des vins de composés métalliques
Parmi les recettes de vins associés à des composés métalliques, le vin d'or se singularise par sa généalogie. Là, inutile de chercher une influence de la médecine savante hippocrato-galénique : on ne trouve aucun remède à base d'or (aurum) chez Dioscoride, Galien ou Celse. L'encyclopédiste romain, Pline mentionne bien une utilisation afin de se protéger contre « la nuisance des maléfices » (Hist Nat., XXXIII, 84), mais c'est dans un contexte de pratique magique particulier.
Voyons donc un premier extrait de la recette :
| « 12. Le vin d'or. Le vin d'or est du vin dans lequel on a dissous de l'or. Il a une grande propriété en de nombreuses circonstances. Il se fait ainsi : trempez quatre à cinq lames d'or dans un bon vin. Laissez clarifier, filtrez, conservez. Le vin d'or a la vertu de renforcer le cœur...Le vin d'or éclaircit l'esprit, le conforte et le tempère. Il conserve la jeunesse par la vertu minérale, la faisant persévérer dans ses opérations. Nobles et prélats font bouillir des lames d'or dans les préparations culinaires, avant de les consommer... Certains gardent l'or en bouche, le sucent, puis avalent la salive. D'autres le convertissent en eau potable dont une petite quantité suffit. C'est cette dernière préparation qui préserve la santé et prolonge la vie, même si c'est difficile à croire... (De vinis, p. 82-83) » |
Plus d'un siècle auparavant, le médecin bénédictin Gilles de Corbeil (1140-1224) qui avait étudié la médecine à Salerne et Montpellier, proposait dans un long traité versifié, plus de 80 médicaments composés dont certains faisaient appel au vertus de la poudre d'or et aux vertus des épices. Présentant le diamargariton, un médicament dont le nom provient de deux sortes de perles qu'il contient, il précise que si le malade est riche, il est bon d'ajouter d'autres ingrédients : que l'on « fasse broyer les pierres précieuses, réduire l'or en poudre » que l'on fasse absorber ce médicament dans du vin de Falerne (un cru réputé au nord de Naples).
Le vin d'or qui permet de conserver la jeunesse, rappelle certaines idées du traité d'alchimie, la Summa perfectionis, ouvrage très cité du XIIIe jusqu'au XVIIIe siècle. Longtemps attribué à un alchimiste arabe, Jabir ibn Hayyan, cité sous le nom latinisé de Geber, on sait maintenant qu'il fut rédigé en latin vers la fin du XIIIe siècle, par un moine italien nommé Paul de Tarente. On y lit « l'Or est encore le plus précieux de tous les Métaux... c'est une Médecine qui réjouit et conserve le Corps dans la vigueur de la jeunesse » (La somme de perfection XXXII).
L'auteur de De vinis cherchait cependant une forme potable de l'or, qui ne soit pas « faite de mains d'homme » mais soit un  « or de Dieu », contrairement aux alchimistes tel que le franciscain Roger Bacon (1214-1294) qui pensait que l'or devait subir un traitement alchimique pour le rendre potable et digeste, en vue d'obtenir une vie quasi éternelle. L'auteur de De vinis s'en tenait aux valeurs centrales de la spiritualité chrétienne :
| « (12 suite) C'est pourquoi les alchimistes se trompent. S'ils font une substance de la couleur de l'or, ils ne lui infusent pas les vertus. Ainsi je leur conseille d'user de l'or de Dieu, et non de l'or fait de mains d'homme... Dieu béni a créé l'or pour la santé humaine. On doit l'administrer en cas de besoin et s'en servir comme œuvre de charité, d'un usage modéré. N'est-ce pas en effet l'usage immodéré qui pousse la vanité des hommes à thésauriser? L'usage immodéré ignore ce qui importe... » (De vinis p. 84-85) |

#### La classe des eaux-de vie aromatisées
La dernière classe de recettes est celles qu'en terme moderne on appelle des alcoolatures (ou teinture mère).
| « 47. L'eau-de-vie infusée. L'eau-de-vie infusée est un vin qui garde toute la saveur et l'odeur de la plante... La manière est brève. Herbes, plantes ou épices doivent infuser pendant quelques jours dans l'eau-de-vie (aqua vitis) que l'on appelle « eau ardente » (aqua ardens). La vertu est telle, que la saveur et l'odeur que l'on infuse, s'incorpore à cette eau. Elle finit par avoir la saveur et l'odeur de ce qui a infusé » (De vinis p. 146) |
La technique de la distillation est très ancienne : les alchimistes gréco-égyptiens l'appliquaient pour séparer l'esprit, la partie volatile (ou pneuma), du corps (ou soma) des substances. Les alchimistes-médecins de langue arabe du Moyen Âge, développèrent les techniques de distillation qu'ils appliquèrent sur des minéraux ou des matières organiques (œufs, sang) et en médecine pour produire  de l'eau de rose.
La réception de ces techniques conduisit à la découverte d'un nouveau produit: l'eau-de-vie. Suivant McVaugh, les premiers travaux eurent lieu dans les années 1260, quand la mise à disposition des recherches de Rhazès amena le pape Pierre d'Espagne et le chirurgien de Bologne, Théodore Borgognoni, à s'intéresser subitement à la production d'huiles médicinales, en particulier de l'oleum benedictum (l'huile bénie) distillée à partir de briques (et du bitume qui les liait).

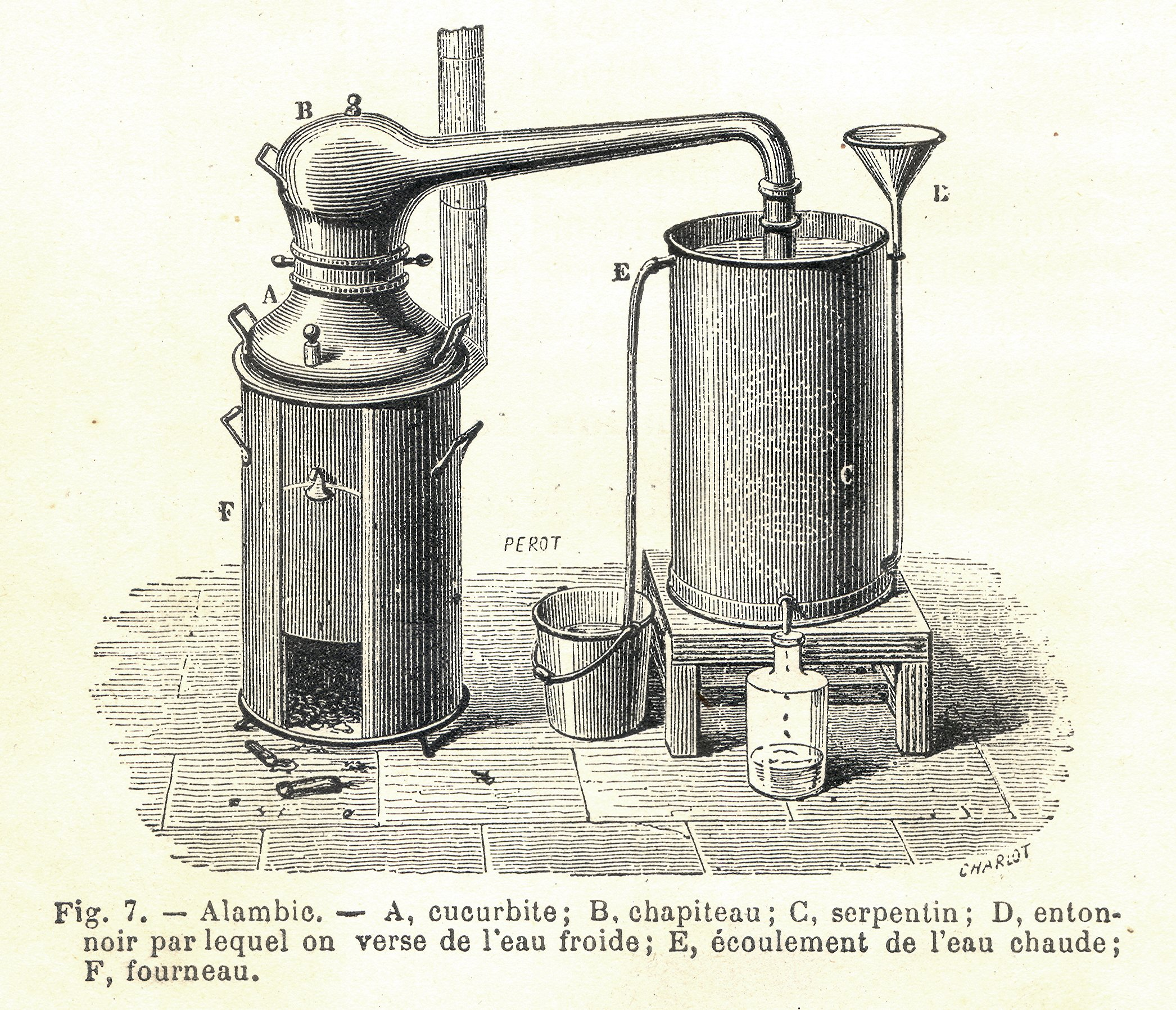
Alambic : A cucurbite, B chapiteau, C serpentin, F fourneau. Le refroidissement par le serpentin permet un refroidissement efficace pour les grosses chaudières. De petits alambics sans serpentin continueront à être utilisés encore pendant des siècles.

Dans la décennie qui suivit, la modification de la technique de distillation de l'eau de rose conduisit à la production  d'eau-de-vie (ou eau ardente, aqua ardens). Une innovation technique essentielle fut nécessaire pour pouvoir produire de l'eau-de-vie par distillation du vin: il fallait disposer d'alambics dotés d'un système de refroidissement efficace. Seul le passage de la vapeur dans un serpentin refroidi en permanence par de l'eau fraîche, permet de condenser efficacement les vapeurs alcooliques. Cette innovation qui semble s'être produite dans la Bologne de Théodore Borgognoni, dans la période 1275-1285 (McVaugh) fut toutefois longue à s'imposer.
Déjà, Arnaud de Villeneuve avait signalé dans son recueil de recettes de médicaments, l'Antidotarium (vers 1300) que « Parmi les médicaments, certains sont distillés : à partir d'un vieux vin rouge, de l' aqua ardens est distillée qui ...guérit rapidement les blessures...Parfois, on met certaines drogues dans l'alambic, suivant la maladie à traiter » (Ant. fol. 245va).

#### Le destin des vins médicinaux
Au XVe siècle, de nouvelles médications furent introduites, comme le vin de scabieuse recommandé aux lépreux. Toutefois jusqu'au XVIIIe siècle, persistent nombre d'indications thérapeutiques des vins médicinaux venant de l'Antiquité.
Les apothicaires remarquèrent cependant que la technique de macération des ingrédients dans du vin était mieux adaptée à la production de remèdes que celle par fermentation dans le moût. Ils s'aperçurent que « les purgatifs les plus violents conservent à peine quelques propriétés laxatives après leur fermentation » (A. Baumé, 1773) et d'une manière générale que la fermentation détruit en partie l'activité pharmaceutique des drogues ajoutées. Au XVIIIe siècle, les apothicaires continuèrent à produire des vins médicinaux par macération et n'hésitèrent pas à recourir à des substances nouvelles, comme le quinquina dont l'activité pharmacologique était bien établie. Ils firent aussi appel de plus en plus aux « teintures de substances végétales, animales & minérales, faites par le moyen de l'eau-de-vie » (A. Baumé) car celles-ci sont capables d'extraire les principes actifs de nombreuses substances.
Ils observèrent aussi que les vins médicinaux quoique moins altérables que la plupart des solutions aqueuses, étaient beaucoup plus altérables que les teintures alcooliques.
Au XIXe siècle, les vins médicinaux les plus employés sont : le vin d'absinthe, le vin d'aunée, le vin de gentiane, le vin de quinquina, le vin scillitique (avec des scilles sèches dans du vin de Malaga), le vin aromatique, le vin chalybé (limaille de fer, vin blanc), le vin émétique (tartrate de potasse et d'antimoine, vin de Malaga) et le vin d'opium. Les recettes combinent alcool et vins:
| Vin d'absinthe             |         |
| Feuilles sèches d'absinthe | 30 g    |
| Alcool à 80 °              | 60 g    |
| Vin blanc                  | 1 000 g |

Après avoir fait macérer pendant 24 heures l'absinthe dans l'alcool, on ajoute le vin et on laisse en contact pendant 10 jours. Filtrer.
Mais dès la fin du XVIIIe siècle, les progrès dans la chimie commencent à donner la prépondérance des chimistes dans la préparation des remèdes sur les médecins et apothicaires qui en avaient été les tenants jusque-là. La chimie permettait de passer de la matière médicale au principe actif, du quinquina à la quinine, de la digitale à la digitaline, de l'opium à la morphine. Bientôt le médicament chimique moderne régnerait en maître absolu, les plantes médicinales et les vins médicinaux étant relégués au domaine des médecines douces.